# Meeuwen (vogels)
Meeuwen (Laridae) zijn een familie van zeevogels uit de orde van de steltloperachtigen (Charadriiformes). Het zijn over het algemeen middelgrote tot vrij grote vogels, meestal grijs of wit, vaak met zwarte tekeningen op kop en snavel. Ze hebben een typische schelle, krijsende roep, wat 'kliauwen' wordt genoemd. De snavel is stevig en vrij lang, de poten dragen zwemvliezen. De 'echte' meeuwen variëren in formaat van de dwergmeeuw (120 g en 29 cm) tot de grote mantelmeeuw (1,75 kg en 76 cm).
De sterns worden volgens de IOC World Bird List ook tot deze familie gerekend en vormen daar een onderfamilie of een geslachtengroep van. Heel vaak worden de sterns nog opgevoerd als een eigen familie (de Sternidae). Gemiddeld zijn sterns slanker en kleiner, met een ranke, puntige snavel. De reuzenstern is echter groter dan veel kleine soorten 'echte' meeuwen. De dwergstern is kleiner dan de kleinste meeuw.

## Biologie en gedrag
De meeste meeuwen, met name de soorten uit het geslacht Larus, zijn carnivoor en ze eten zowel aas als levende prooien. De prooidieren bestaan meestal uit krabben en visjes. Grotere meeuwen kunnen daarnaast soms jagen op zoetwater- en zeevogels, maar ook op duiven of kauwen. Met uitzondering van de drieteenmeeuwen zijn meeuwen vogels van de kust en het binnenland die zelden ver op zee of in bossen te vinden zijn. De grotere soorten krijgen na vier jaar hun volwassen verenkleed, bij de kleinere soorten is dit over het algemeen na twee jaar al het geval. De grootste soorten hebben een hoge levensverwachting: er is een geval bekend van een zilvermeeuw die 49 jaar werd.
Meeuwen broeden in grote, drukke en lawaaierige kolonies. Ze leggen twee of drie gespikkelde eieren in een nest gemaakt van plantaardig materiaal. De jongen zijn nestvlieders; ze worden met donker gevlekt dons geboren en kunnen direct lopen.
Meeuwen (met name de grotere soorten) zijn vernuftige, nieuwsgierige en intelligente vogels. Ze spreiden complexe communicatiemethodes tentoon en hebben sterk ontwikkelde sociale structuren. Zo is in veel meeuwenkolonies defensief pestgedrag waar te nemen, waarmee potentiële vijanden op afstand worden gehouden. Sommige soorten, zoals de zilvermeeuw, hebben vaardigheden ontwikkeld om gereedschap te kunnen gebruiken. Vele soorten hebben zich op succesvolle wijze aangepast aan het menselijke milieu en zijn nu zeer algemeen in bewoonde gebieden. Andere soorten verkrijgen hun voedsel door middel van kleptoparasitisme.

## Taxonomie
De taxonomie van meeuwen is erg ingewikkeld vanwege hun grote verspreidingsgebied en de veel voorkomende hybridisatie die leidt tot grote genetische spreiding tussen soorten. Sommige soorten werden wel als ringsoort beschouwd, maar door onderzoek uit 2004 wordt die hypothese in twijfel getrokken. Tot 2005 werden de meeste soorten meeuwen in het geslacht Larus geplaatst, maar aan de hand van onderzoek aan mitochondriaal DNA is gebleken dat die indeling polyfyletisch is. Aangezien men binnen de hedendaagse taxonomie zo veel mogelijk naar monofyletische taxa streeft, zijn de geslachten Ichthyaetus, Chroicocephalus, Leucophaeus, en Hydrocoloeus heropgericht.
Hybridisatie tussen meeuwensoorten is een vrij algemeen verschijnsel, hoewel de frequentie afhangt van de specifiek betrokken soorten. Mede hierdoor is met name de taxonomie van de grote meeuwen uit het geslacht Larus zeer complex en er wordt ook wel aangenomen dat hybridisatie een rol kan hebben gespeeld bij de vorming van de diverse soorten.
In het dagelijks taalgebruik worden diverse meeuwensoorten ook wel aangeduid als 'zeemeeuw'. Deze term kan door de leek worden aangewend om een bepaalde algemene soort aan te duiden, maar heeft geen taxonomische status. In België en Nederland worden de kokmeeuw, zilvermeeuw, (Engelse kleine) mantelmeeuw en stormmeeuw het meest met deze naam aangeduid, aangezien die het meest algemeen zijn langs de kust.

### Lijst van geslachten
Volgens IOC World Bird List
Meeuwen en schaarbekken
- Chroicocephalus (11 soorten, waaronder de kokmeeuw)
- Creagrus (1 soort zwaluwstaartmeeuw)
- Hydrocoloeus (1 soort: dwergmeeuw)
- Ichthyaetus (6 soorten, waaronder de zwartkopmeeuw)
- Larus (24 soorten, waaronder de zilvermeeuw en de mantelmeeuwen)
- Leucophaeus (5 soorten, waaronder de Franklins meeuw)
- Pagophila (1 soort: ivoormeeuw)
- Rhodostethia (1 soort: Ross' meeuw)
- Rissa (2 soorten drieteenmeeuwen)
- Xema (1 soort: vorkstaartmeeuw)
- Rynchops (3 soorten schaarbekken; ook wel beschouwd als aparte familie)

Sterns
- Anous (5 soorten noddy's)
- Chlidonias (4 soorten, waaronder de zwarte stern)
- Gelochelidon (2 soorten, waaronder de lachstern)
- Gygis (1 soort: opaalstern)
- Hydroprogne (1 soort: reuzenstern)
- Larosterna (1 soort: incastern)
- Onychoprion (4 soorten, waaronder de bonte stern)
- Phaetusa (1 soort: grootsnavelstern)
- Sterna (13 soorten, waaronder de visdief en de Noordse stern)
- Sternula (7 soorten, waaronder de dwergstern)
- Thalasseus (8 soorten, waaronder de grote stern)

## Afbeeldingen

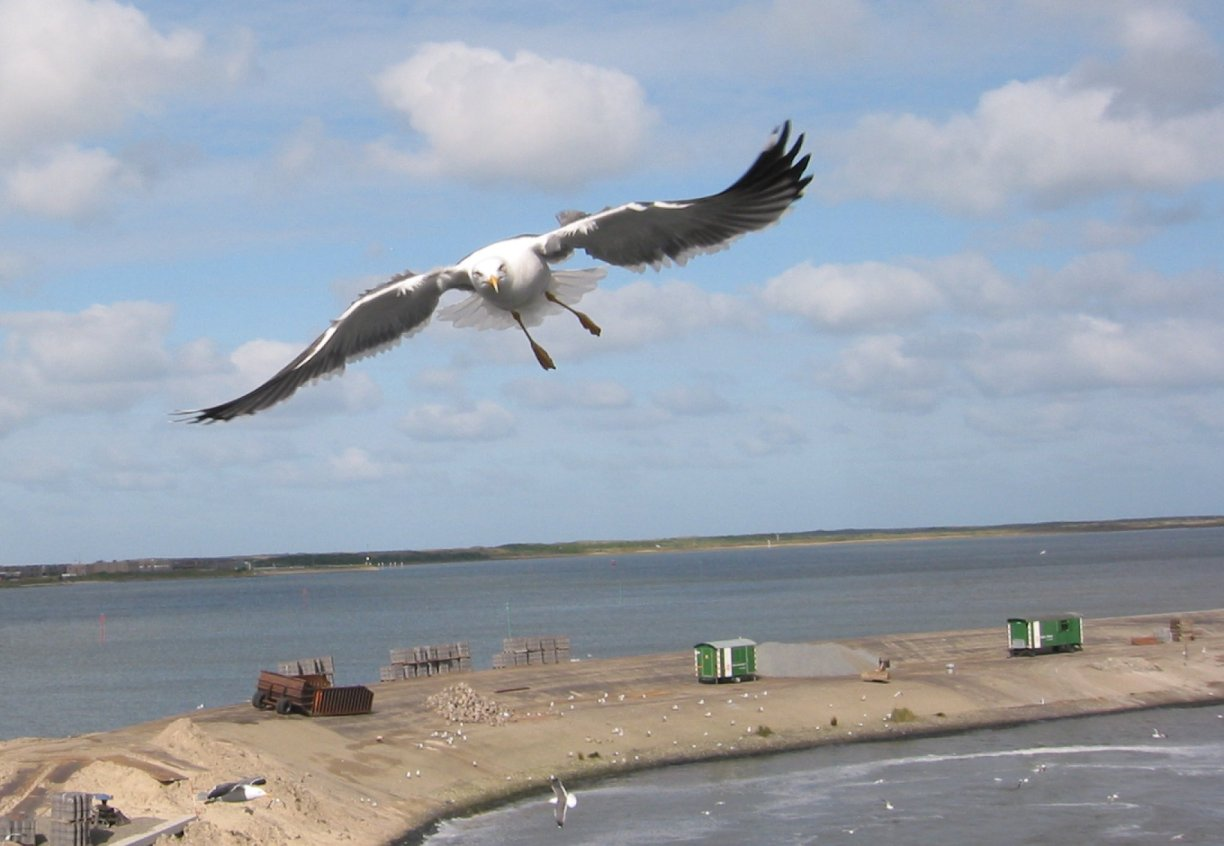
Grote mantelmeeuw boven haven van Texel
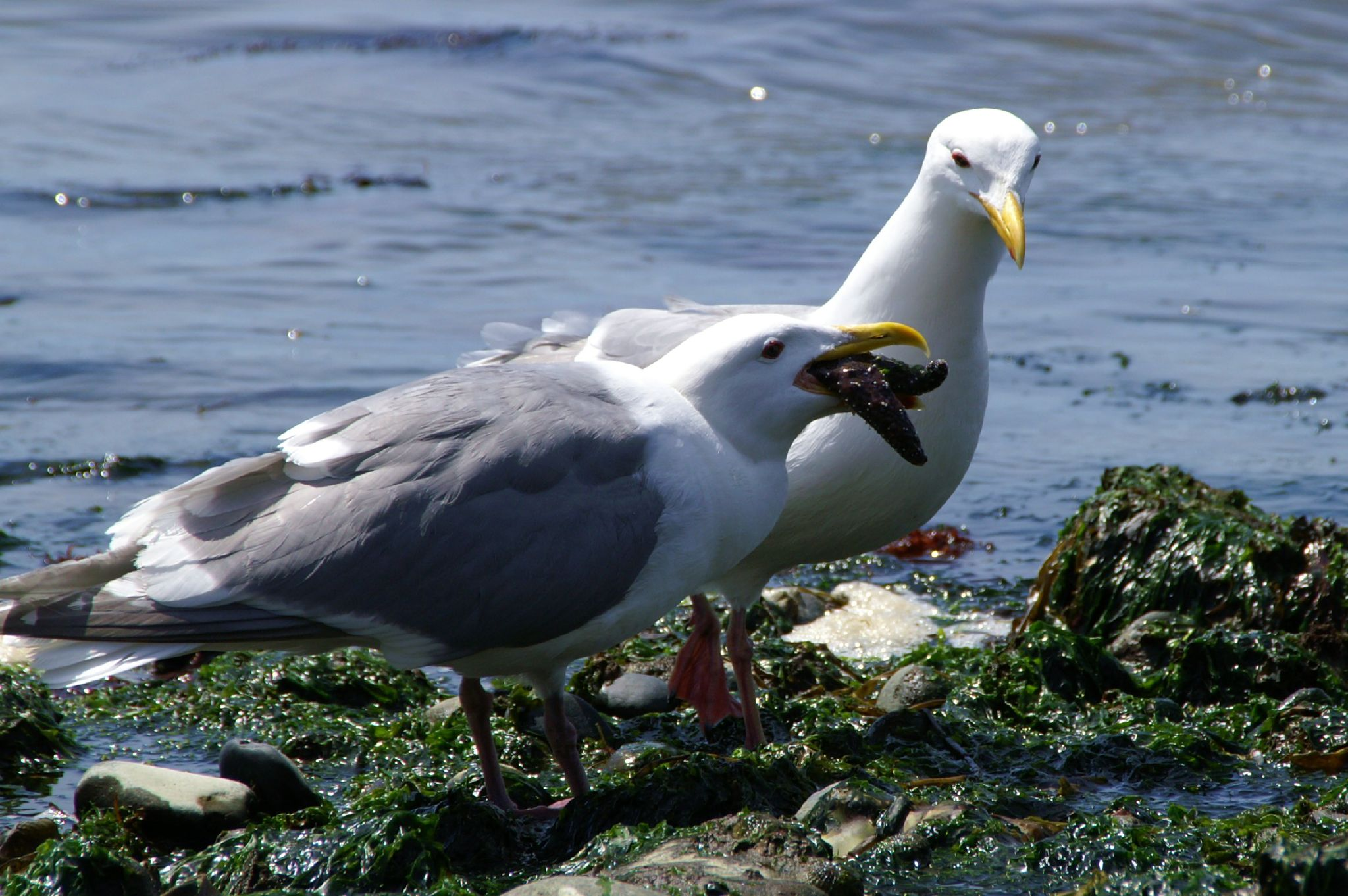
Californische meeuw
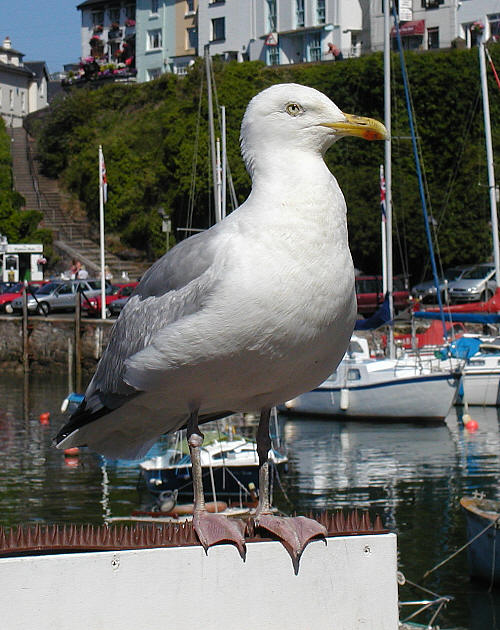
Zilvermeeuw
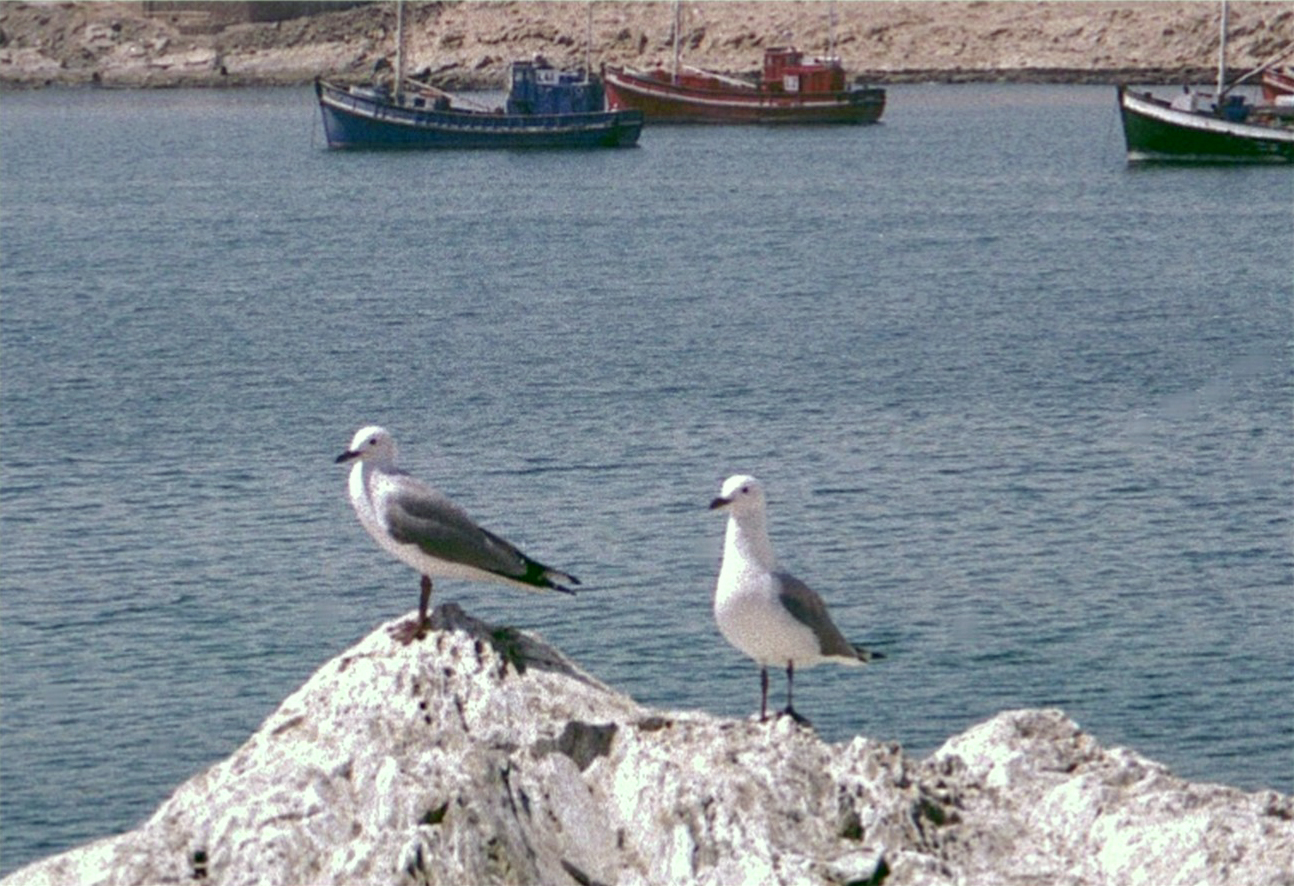
Hartlaubs meeuw
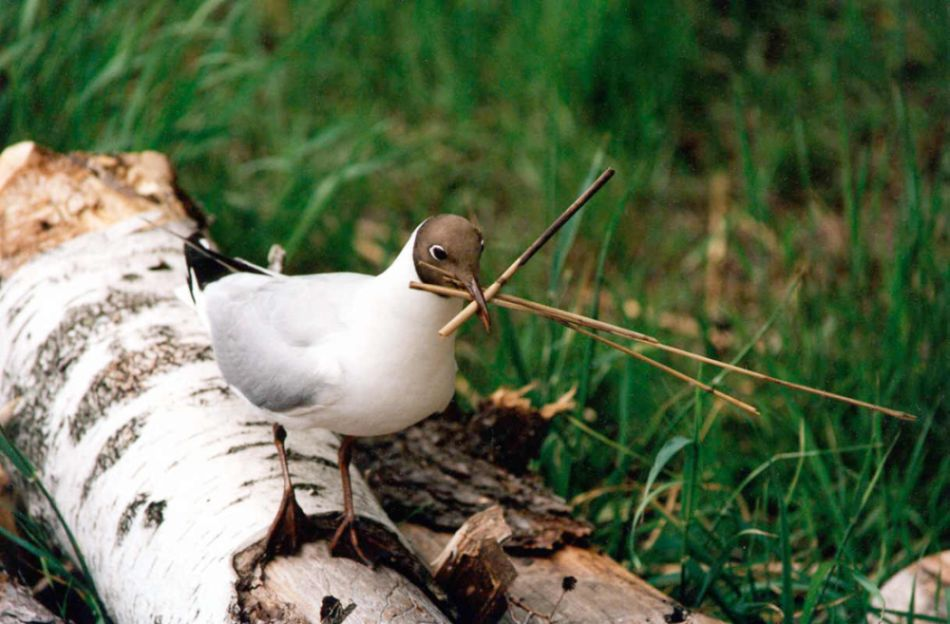
Kokmeeuw
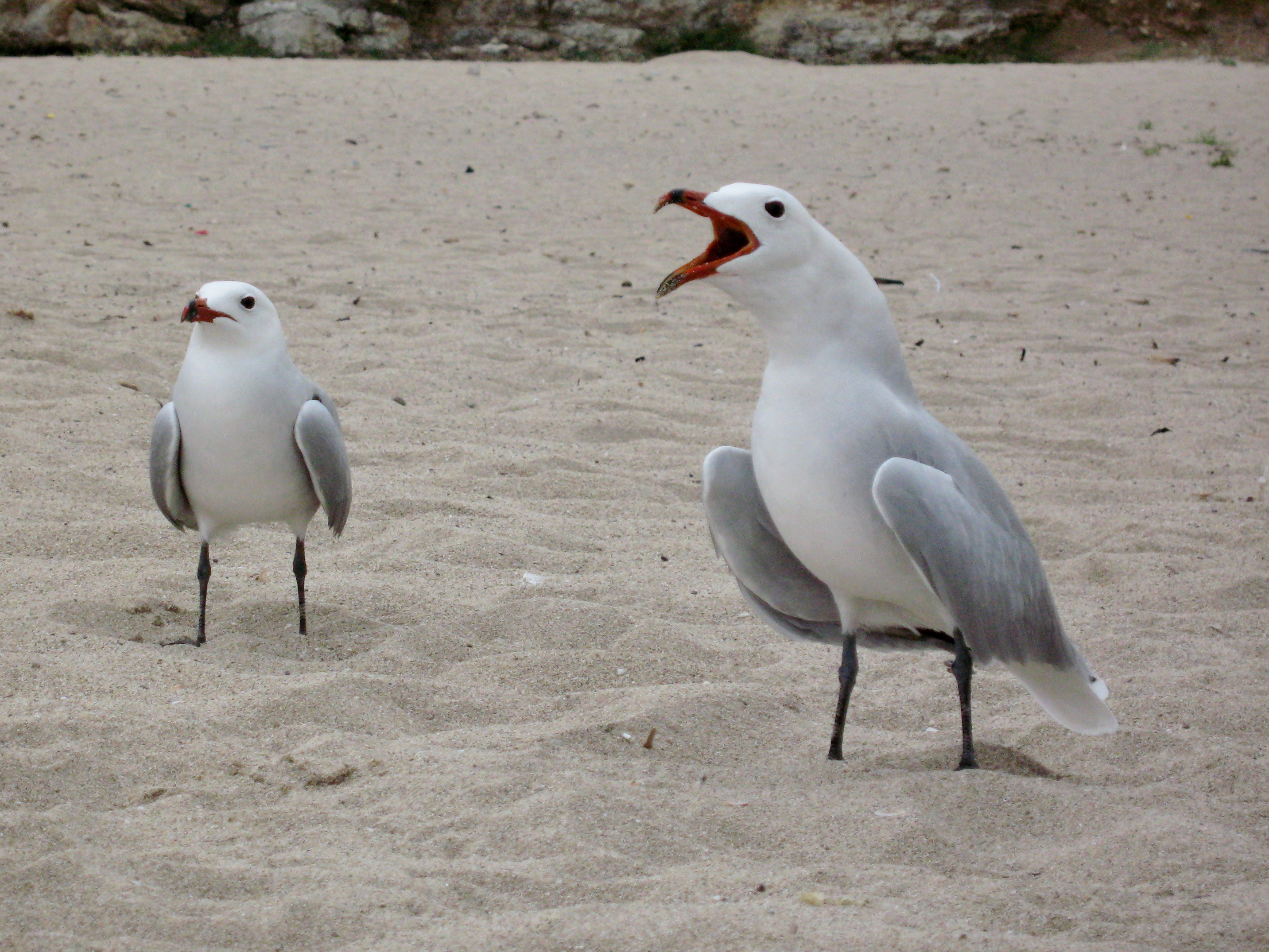
Audouins meeuw
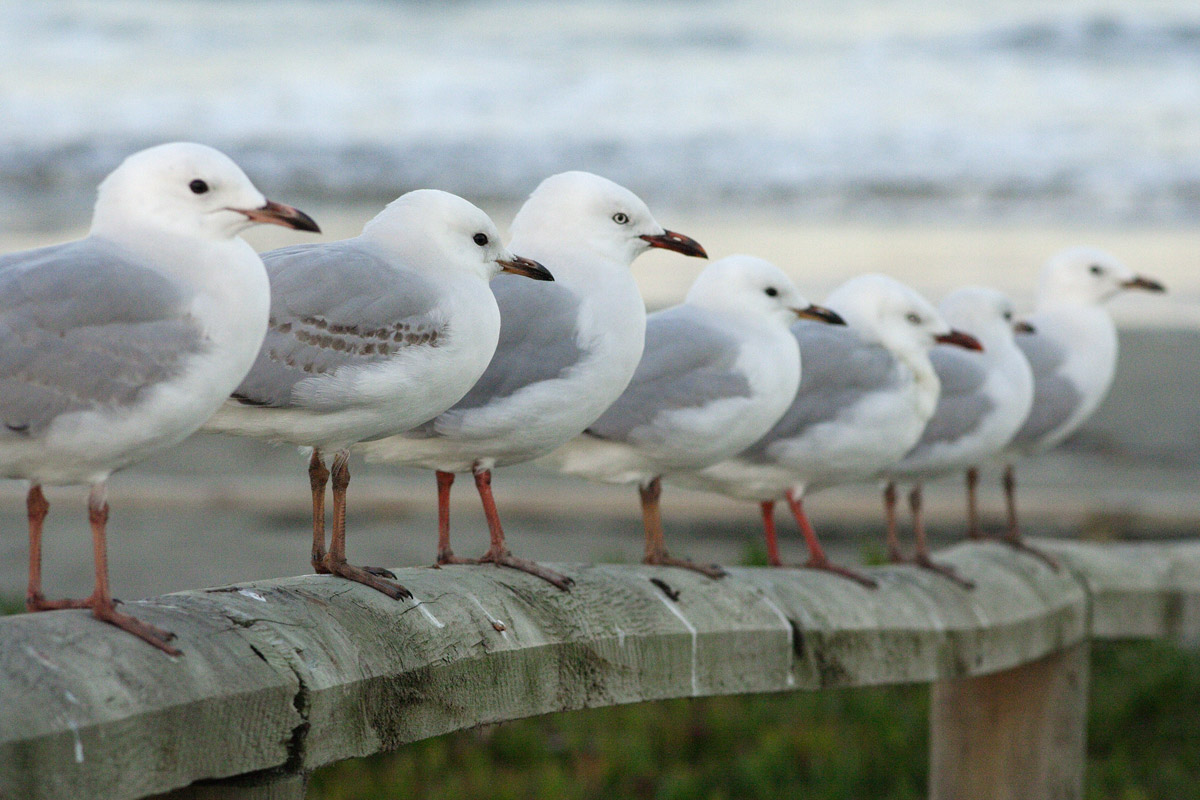
Roodsnavelmeeuw
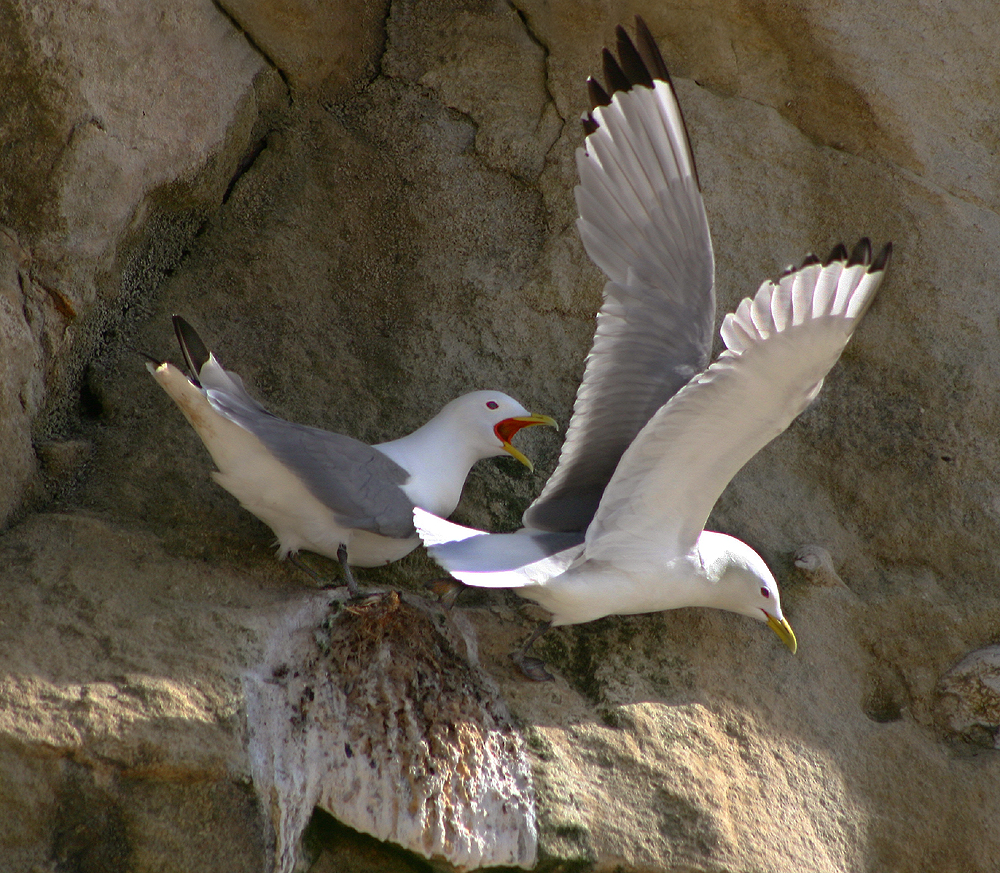
Drieteenmeeuw

## Symboliek
De meeuw staat symbool voor vrijheid, maar ook voor zorgeloosheid, hoop en liefde.
De NSB gebruikte het symbool van de meeuw in zijn propaganda. Met name bij de jongerentak van de NSB, de Jeugdstorm, nam de meeuw een prominente plaats in. 
Tegenwoordig is de meeuw terug te vinden in het logo van de Partij voor de Vrijheid (PVV).
Een verfilmd boek is dat van Richard Bach, Jonathan Livingston Seagull. Het verhaal gaat over een meeuw die het vliegen op zichzelf als een hoger doel gaat bezien en niet langer als iets functioneels. De meeuw is hier een metafoor voor de mens in de zoektocht naar het hogere.

## Trivia
Er bestaat het Europees Kampioenschap Meeuwenschreeuwen in Adinkerke waarbij het er om gaat zo goed mogelijk de geluiden van een meeuw na te bootsen.

## Determinatie
Hieronder een determinatietabel voor de meest voorkomende meeuwen aan de Nederlandse en Belgische kust.
Vechtkwartels · Jacana's · Goudsnippen · Krabplevieren · Scholeksters · Ibissnavels · Steltkluten en kluten · Grielen · Renvogels en vorkstaartplevieren · Kieviten en plevieren · Magelhaenplevieren · Strandlopers en snippen · Kwartelsnippen · Trapvechtkwartels · Goudsnippen · IJshoenders · Jagers ·Pluvianidae (krokodilwachter) · Meeuwen, schaarbekken en sterns · Alken